# Daihatsu Taft
El Daihatsu Taft (ダイハツ・タフト, Daihatsu Tafuto) és una denominació emprada pel fabricant d'automòbils japonés Daihatsu per a dos models d'automòbils diferents: el primer fou un tot terreny utilitari produït entre els anys 1974 i 1984 i el segon és un kei car amb estil de SUV en producció des de l'any 2020. El nom Taft prové de les sigles en anglés de "Tough and Almighty Four-wheel Touring Vehicle" ("Dur i Poderós Vehícle de Turisme 4x4", en català) en referència a la primera generació, mentre que la segona és "Tough and Almigthy Fun Tool" ("Dura i Poderosa Eina de Diversió").

## Primera generació (1974-1984)

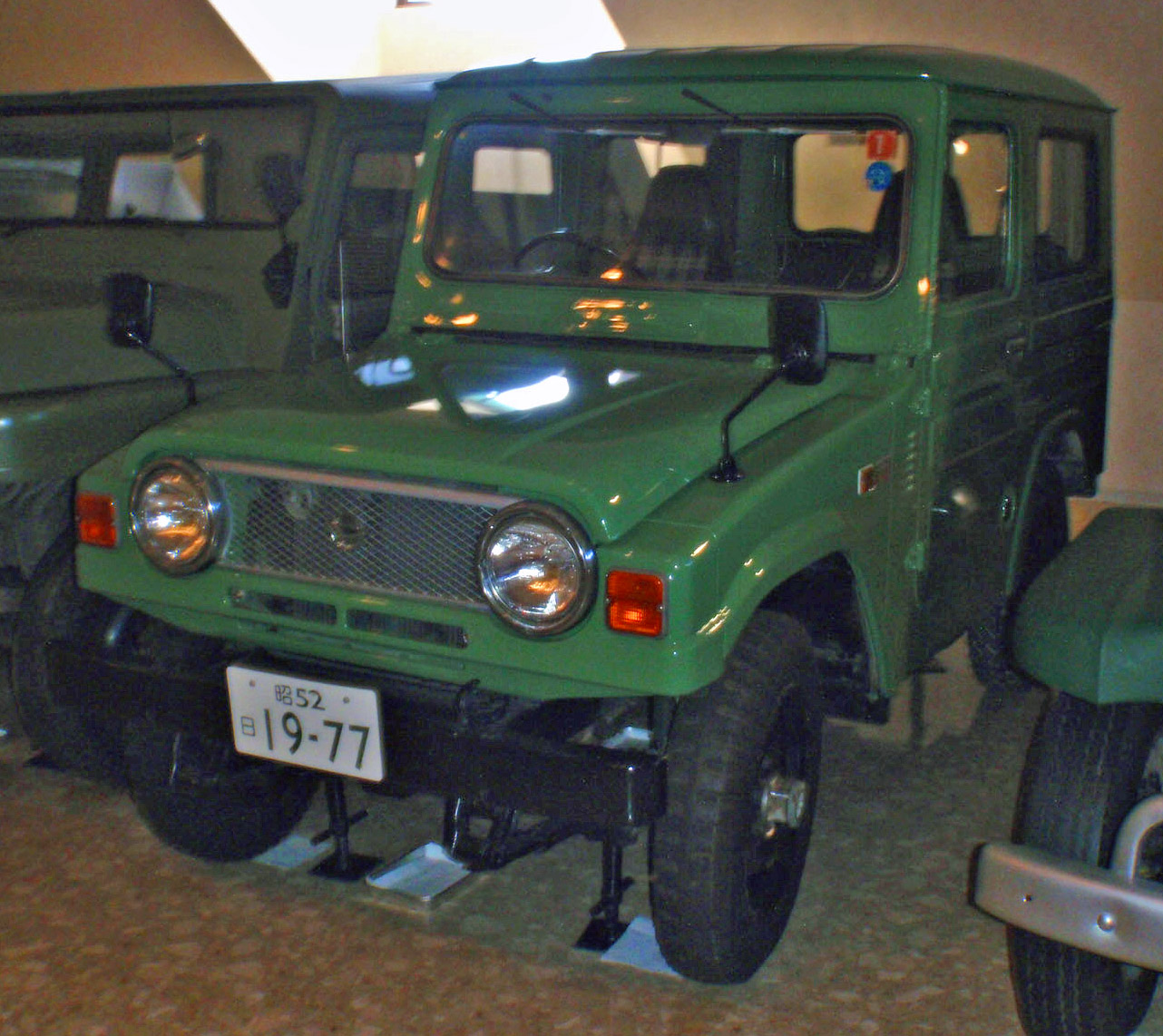
Taft (1977)

La primera generació del Daihatsu Taft era un vehicle tot terreny utilitari i fou produïda entre els anys 1974 i 1984. El Taft també va rebre els noms de Scat i Wildcat en altres mercats. Tot i que una miqueta més gran i sense ser un kei car o vehicle lluger sota legalitat especial, el Taft era molt semblant al Suzuki Jimny, presentat quatre anys abans.
El model inicial, presentat l'any 1974, equipava un motor gasolina de 958 centímetres cúbics amb transmissió manual de quatre velocitats i reductora. Des del principi va estar disponible en carrosseria curta, softtop i hardtop.
Vora l'any 1977 el motor inicial es substituí per un de més potent de 1587 cc gasolina d'origen Toyota. Quasi alhora, es presentà també un motor diesel de 2500 cc. Ambdues versions comptaven amb carrosseria hardtop i softtop amb quatre o sis seients. L'any 1979 es presentà la carosseria pick-up amb les dues anteriors motoritzacions.
Vora l'any 1983 s'introduí una versió "Deluxe" amb una transmissió manual de cinc velocitats opcional. Alhora, el motor diesel 2500 cc va ser reemplaçat per un nou diesel 2800 cc que es podria equipar amb la nova versió "Deluxe" i la caixa de canvis de cinc velocitats.
Entre els anys 1981 i 1984 el Taft fou també comercialitzat amb el nom de Toyota Blizzard, equipant un motor diesel de 2100 cc. La producció i comercialització del Taft arribà a la seua fi l'any 1984, quan el model fou reemplaçat pel nou Daihatsu Rugger.

## Segona generació (2020-present)
La "segona generació" del Daihatsu Taft és totalment diferent a la primera, un tot terreny utilitari. Aquesta nova és un kei car SUV presentat l'any 2020 com a substitut del Daihatsu Cast "Activa" i rival de l'exitós Suzuki Hustler. El model està basat en el prototip WakuWaku presentat al Saló de l'Automòbil de Tòquio de 2019.
Històricament, Daihatsu ja ha tingut en la seua gama kei models SUV com ara el Daihatsu Naked o el Daihatsu Terios Kid/Lucia, als quals el nou Taft ha vingut a substituir en certa manera.
El model equipa un únic motor tricilíndric de 658 centímetres cúbics atmosfèric o amb turbocompressor i amb una transmissió automàtica CVT. Es pot elegir la tracció al davant o a les quatre rodes. El Taft té com a plataforma la Daihatsu New Global Architecture, que comparteix amb el Daihatsu Tanto, el Subaru Chiffon i les Daihatsu Hijet Cargo, Daihatsu Atrai i Toyota Pixis Van.
Pensat per a activitats d'esplai més que pel treball dur al camp, el Taft equipa un sostre solar i navegador GPS entre d'altres. Un any després de la seua presentació, el 10 de maig de 2021, el model va rebre una versió especial anomenada "Chrome Adventure", la qual equipa diversos detalls estètics cromats a la carrosseria i l'interior de l'automòbil.

## Galeria d'imatges

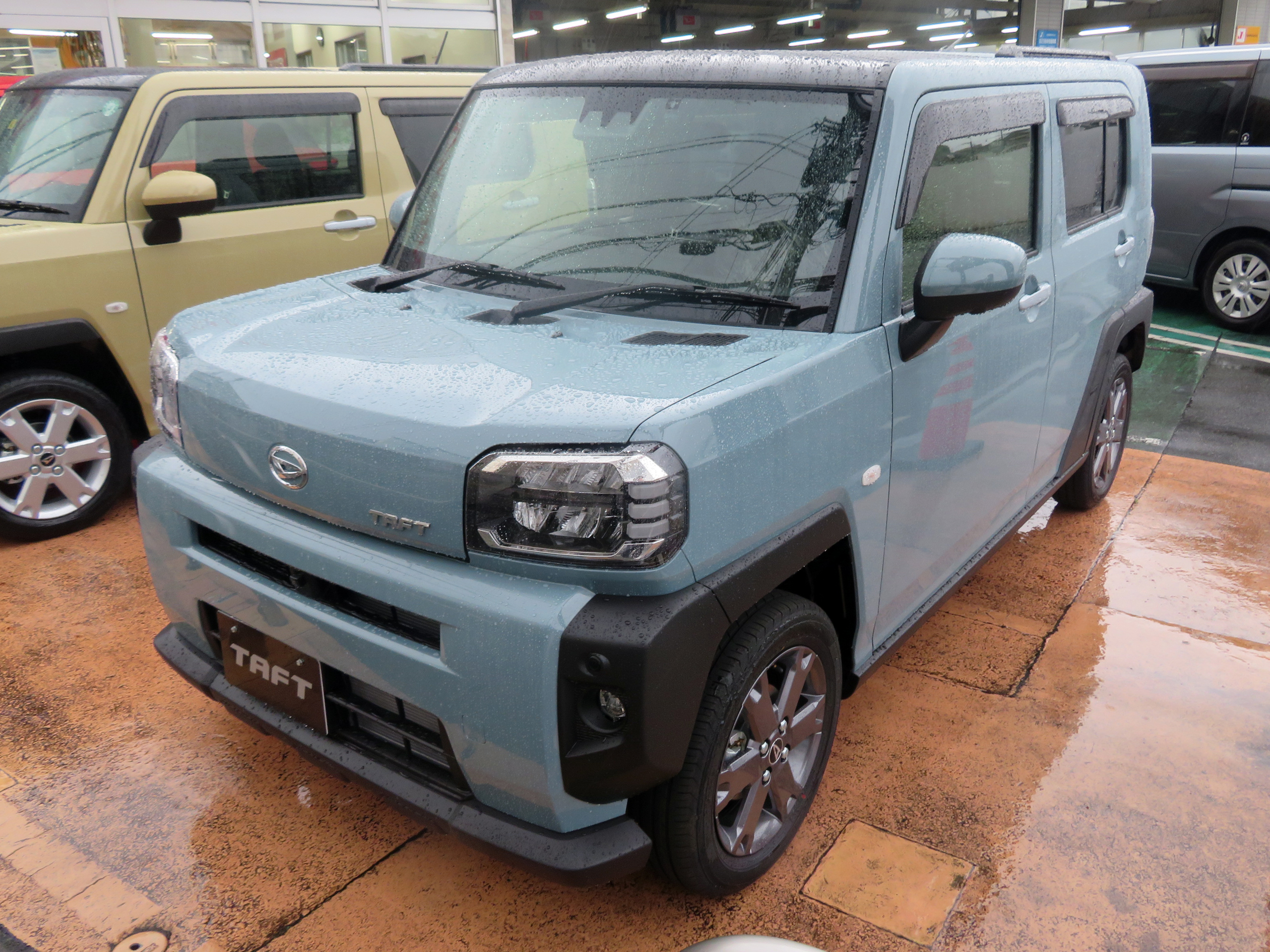
Taft G 2WD
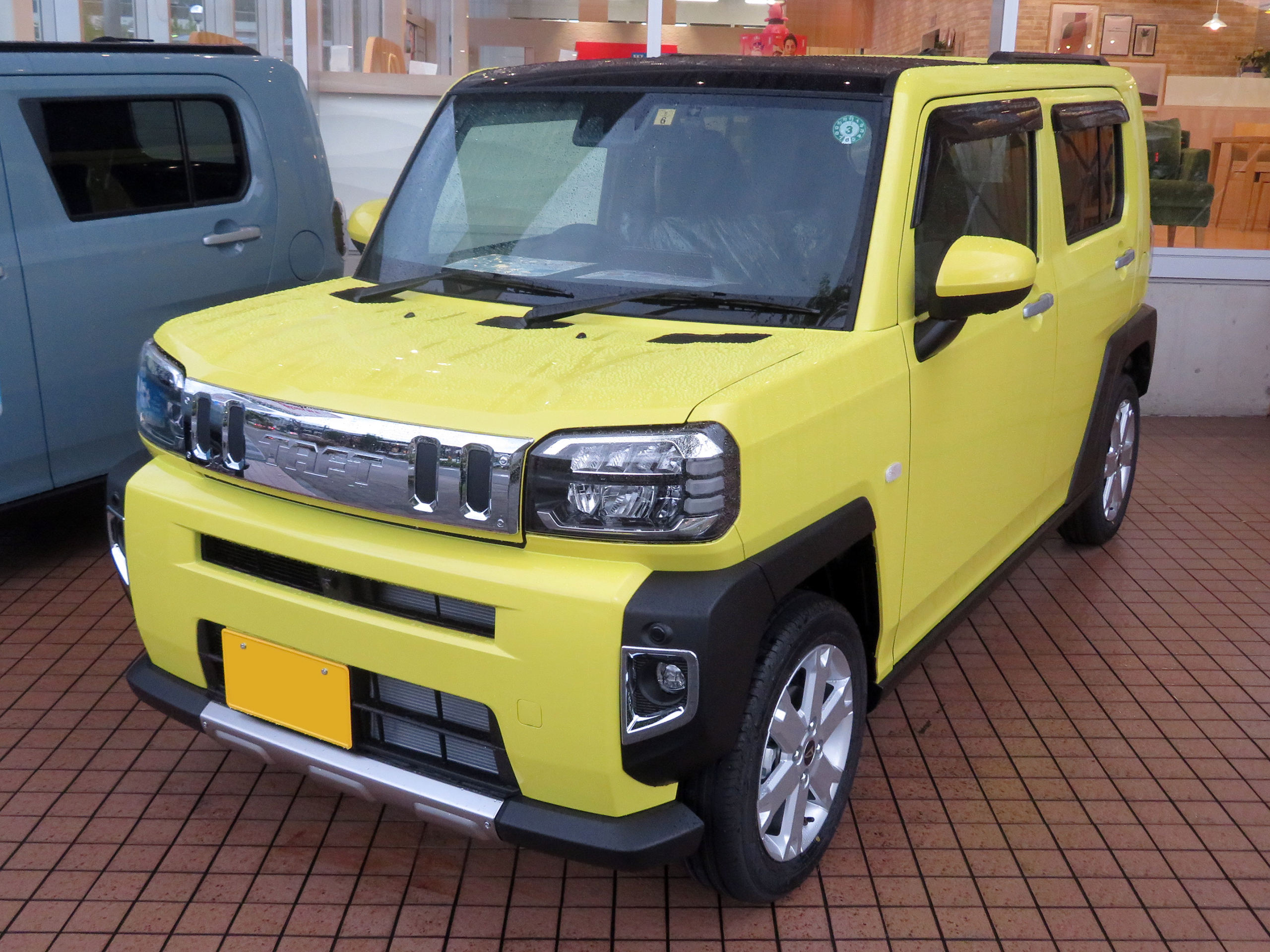
Taft G (cromat)
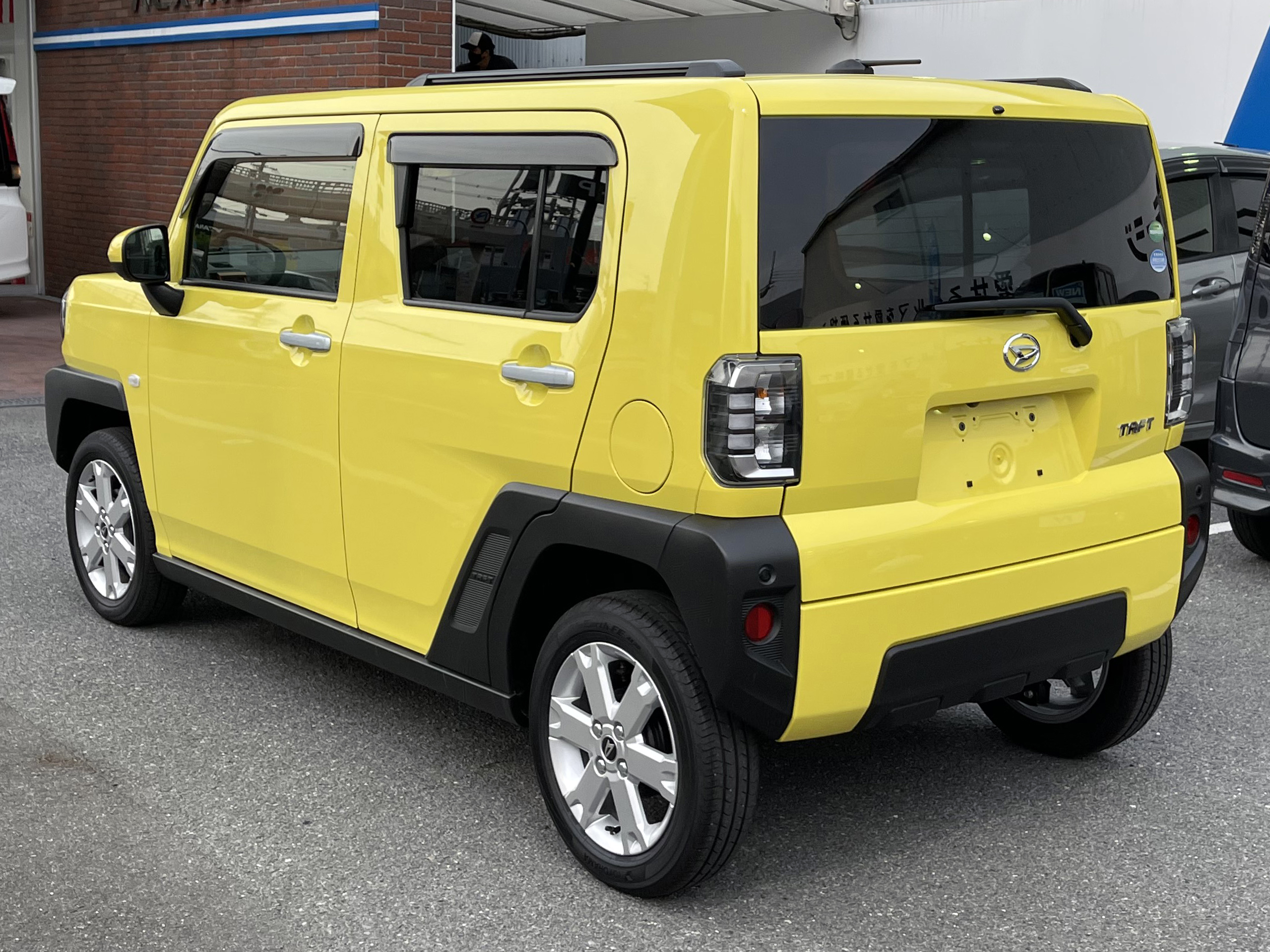
Taft G
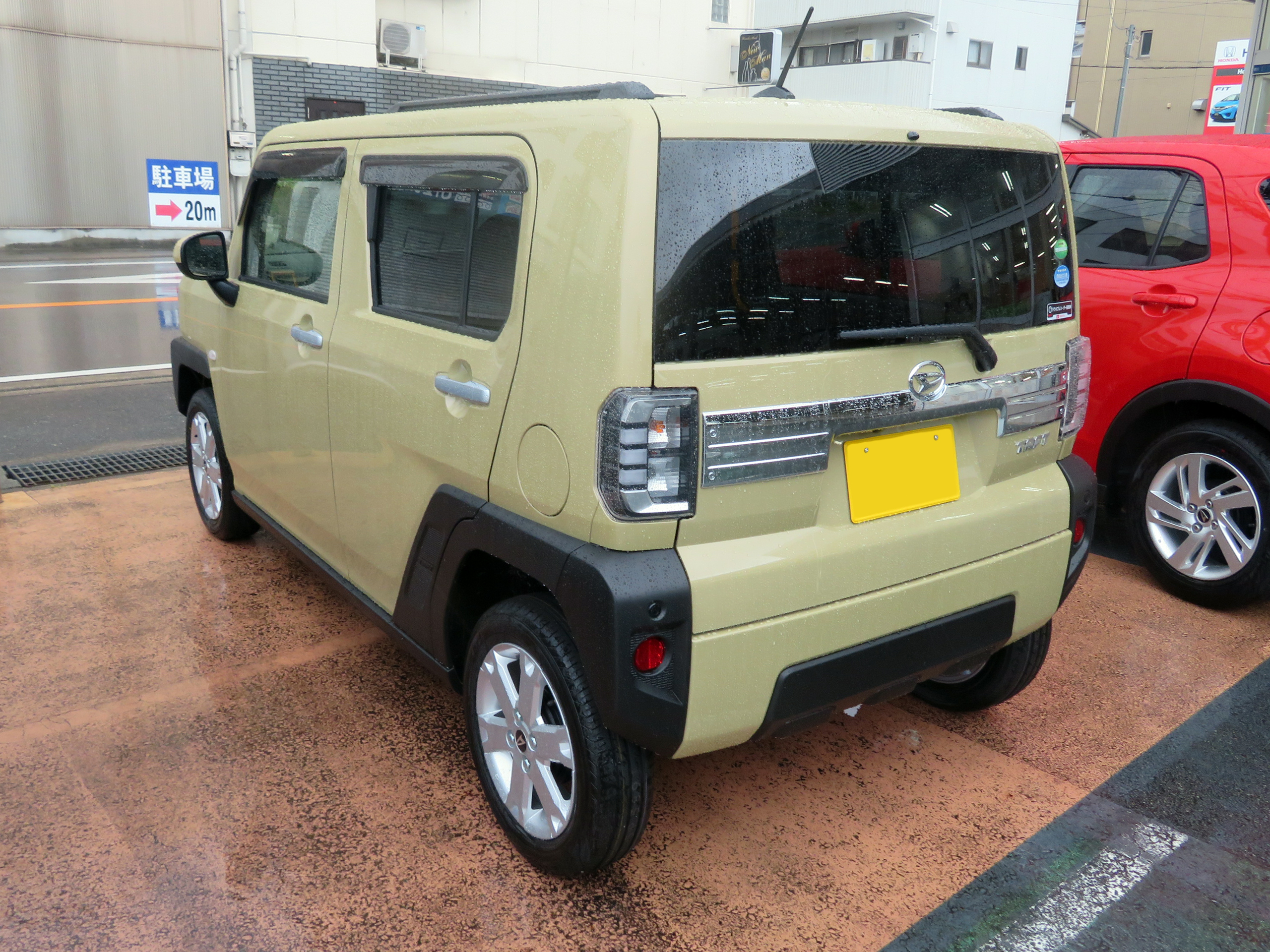
Taft G 2WD
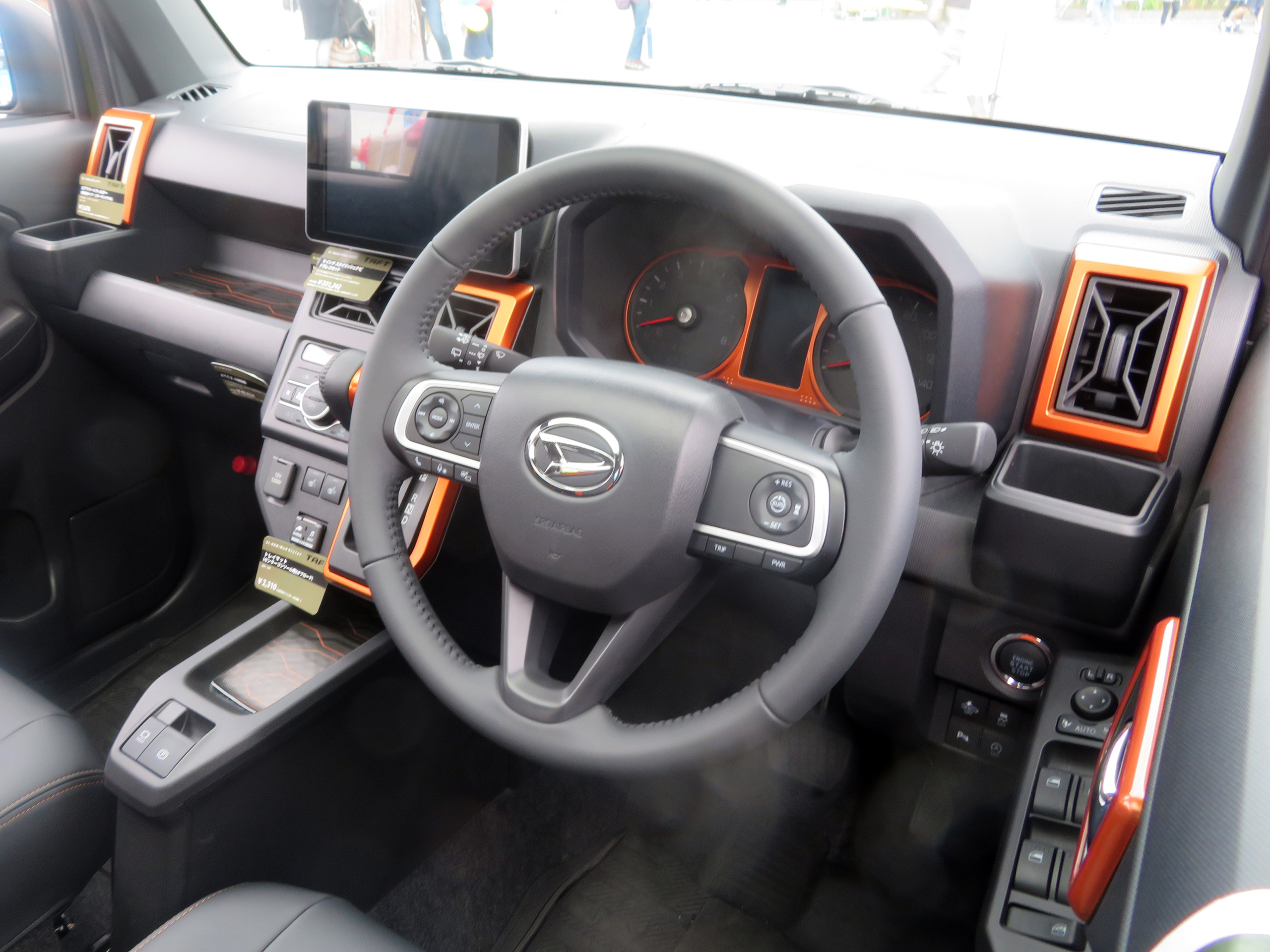
Interior del Taft
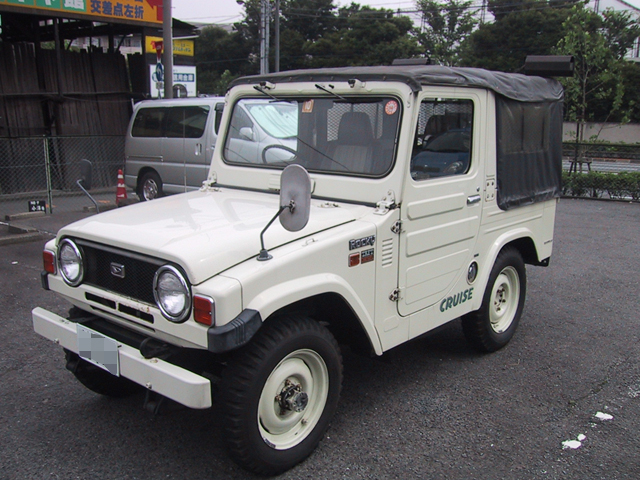
Taft